# Piedad Zuccardi
Piedad del Socorro Zuccardi de García (Sincelejo, 12 de noviembre de 1952) es una política colombiana miembro del Partido de la U, Fue senadora de la República de Colombia desde 1998-2014.
Zuccardi fue miembro del Partido Liberal Colombiano hasta el año 2002 cuando decidió apartarse de sus filas y en 2005 ayudó a fundar el Partido de la U, formando parte de la dirección nacional del mismo.
Desde febrero de 2013 es investigada por la Corte Suprema de Justicia. En octubre del mismo año la corte la llamó a juicio por presunto concierto para delinquir agravado, relacionado con su supuesto vínculo con paramilitares.

## Biografía
Zuccardi es profesional en comunicación social de la Universidad Autónoma del Caribe y esposa del dirigente bolivarense Juan José García Romero. Cuando éste se retiró del Senado de la República en 1998, condenado en 2007 a tres años y seis meses de prisión, tras hallarlo responsable del delito de peculado por apropiación, Zuccardi fue elegida a nombre del Partido Liberal. Desde 2002, cuando fue reelegida, formó parte de los fundadores del Partido de la U, a nombre del cual ha obtenido su reelección como senadora en 2006 y 2010.

## Congresista de Colombia
En las elecciones legislativas de Colombia de 1998, Zuccardi de García fue elegida senadora de la república de Colombia con un total de 47.800 votos.[cita requerida] Posteriormente en las elecciones legislativas de Colombia de 2002, 2006 y 2010, Zuccardi de García fue reelegida senadora con un total de 53.283, 65.785 y 75.450 votos.

### Iniciativas
Zuccardi participó en las siguientes iniciativas desde el congreso:

- Expedir la Ley General de Pesca y Acuicultura.[6]
- Crear el Fondo de Compensación y Equidad Regional en Colombia.[7]
- Dar continuidad al Fondo de Energía Social para las zonas especiales de prestación de servicio.[8]
- Autorizar la emisión de la estampilla Institución Universitaria Bellas Artes y Ciencias de Bolívar (Archivado).[9]
- Ampliar la representación de los colombianos en el exterior en el Congreso de la República.[10]
- Revisar los derechos que se les reconocen actualmente a los concejales del país, sobre todo en lo que respecta a la compensación económica y prestacional que reciben del Estado por su trabajo (Sancionado como ley).[11]
- Establecer la formación para el desarrollo personal, familiar y social de niños, niñas y adolescentes (Archivado).[12]
- Ampliar valor autorizado por recaudar de la emisión de la estampilla de la Universidad de Cartagena (Retirado).[13]
- Modificar unos artículos de la Constitución Política, garantizando los derechos de representación política de las mujeres (Archivado).[14]
- Fortalecer el Sistema Nacional de Ciencia y Tecnología y a Colciencias para lograr un modelo productivo sustentado en la ciencia, la tecnología y la innovación (Sancionado como ley).[15]

## Carrera política
Su trayectoria política se ha identificado por:

### Partidos políticos
A lo largo de su carrera ha representado los siguientes partidos:
| Partido político | Fecha Inicio        | Fecha Fin           |
| Partido de la U  | 2 de agosto de 2005 | 0 de enero de 2013  |
| Partido Liberal  | 20 de julio de 1998 | 1 de agosto de 2005 |

### Cargos públicos
Entre los cargos públicos ocupados por Piedad del Socorro Zuccardi de García figuran:
| Cargo público            | Partido político | Fecha Inicio        | Fecha Fin           |
| Senadora de la República | Partido de la U  | 20 de julio de 2010 |                     |
| Senadora de la República | Partido de la U  | 20 de julio de 2006 | 19 de julio de 2010 |
| Senadora de la República | Partido Liberal  | 20 de julio de 2002 | 19 de julio de 2006 |
| Senadora de la República | Partido Liberal  | 20 de julio de 1998 | 19 de julio de 2002 |